# Família Haumea

A família colisional de Haumea (em verde), outros KBOs clássicos (em azul), plutinos e outros objetos ressonante (em vermelho) e objetos do disco disperso (SDO) (em cinza). O raio é o semieixo maior, e ângulo de inclinação orbital.

A família Haumea é a única família de colisão identificada de objetos transnetunianos; isto é, o único grupo de objetos transnetunianos com parâmetros orbitais e espectrais semelhantes (muito perto do gelo de água pura), que sugere que foi originado por um impacto que recebeu o corpo progenitor da família Haumea. Os cálculos realizados indicaram que possivelmente seja a única família de colisão transnetuniana que exista.

## Características
O planeta anão Haumea é o membro maior da família, e possivelmente seja o núcleo do seu progenitor; outros membros identificados são os satélites de Haumea e os objetos do cinturão de Kuiper (55636) 2002 TX300, (24835) 1995 SM55, (19308) 1996 TO66, (120178) 2003 OP32, (145453) 2005 RR43, (86047) 1999 OY3, (416400) 2003 UZ117, (308193) 2005 CB79, 2003 SQ317 e (386723) 2009 YE7, todos com uma velocidade de ejecção em relação a Haumea com menos de 150 150 m/s. Os primeiros cinco objetos do cinturão de Kuiper têm um diâmetro estimado de 500 a 700 km e, portanto, podem entrar na categoria de planetas anões, os restantes são muito menores. A dispersão dos elementos orbitais próprios dos membros está em percentual baixíssimo (5% para o semieixo maior, 1,4° para a inclinação e 0,08 para a excentricidade). O diagrama ilustra os elementos orbitais da família Haumea em relação a outros objetos transnetunianos.
Os objetos têm também características físicas comuns que incluem cores neutras e uma linha de absorção no espectro infravermelho (a 1,5 e 2,0 μm) típico do gelo de água.